# نعيم سليمان أوغلو
نعيم سليمان أوغلو (بالتركية: Naim Süleymanoğlu)‏ (23 يناير 1967 - 18 نوفمبر 2017) هو لاعب أولمبي لرياضة رفع أثقال من تركيا. شارك في الأولمبياد الصيفي في 1988–1996، وفاز بما مجموعه 3 ميداليات.

## الميداليات
| ذهب | فضة | برونز | المجموع |
| 3   | 0   | 0     | 3       |

## روابط خارجية
- نعيم سليمان أوغلو على موقع الاتحاد الدولي (الإنجليزية)
- نعيم سليمان أوغلو على موقع مشروع نتائج رفع الأثقال الدولية (الإنجليزية)
- نعيم سليمان أوغلو على موقع IAT Database Weightlifting (الألمانية)
- نعيم سليمان أوغلو على موقع اللجنة الأولمبية الدولية (الإنجليزية)
- نعيم سليمان أوغلو على موقع أوليمبيديا (الإنجليزية)